# Leštinka
Leštinka är en ort i Tjeckien.   Den ligger i regionen Pardubice, i den centrala delen av landet, 110 km öster om huvudstaden Prag. Leštinka ligger 385 meter över havet och antalet invånare är 141.
Terrängen runt Leštinka är platt åt nordost, men åt sydväst är den kuperad. Terrängen runt Leštinka sluttar norrut. Runt Leštinka är det ganska tätbefolkat, med 60 invånare per kvadratkilometer. Närmaste större samhälle är Chrudim, 16,6 km nordväst om Leštinka. Omgivningarna runt Leštinka är en mosaik av jordbruksmark och naturlig växtlighet.